# Yolande Martine Gabrielle de Polastron

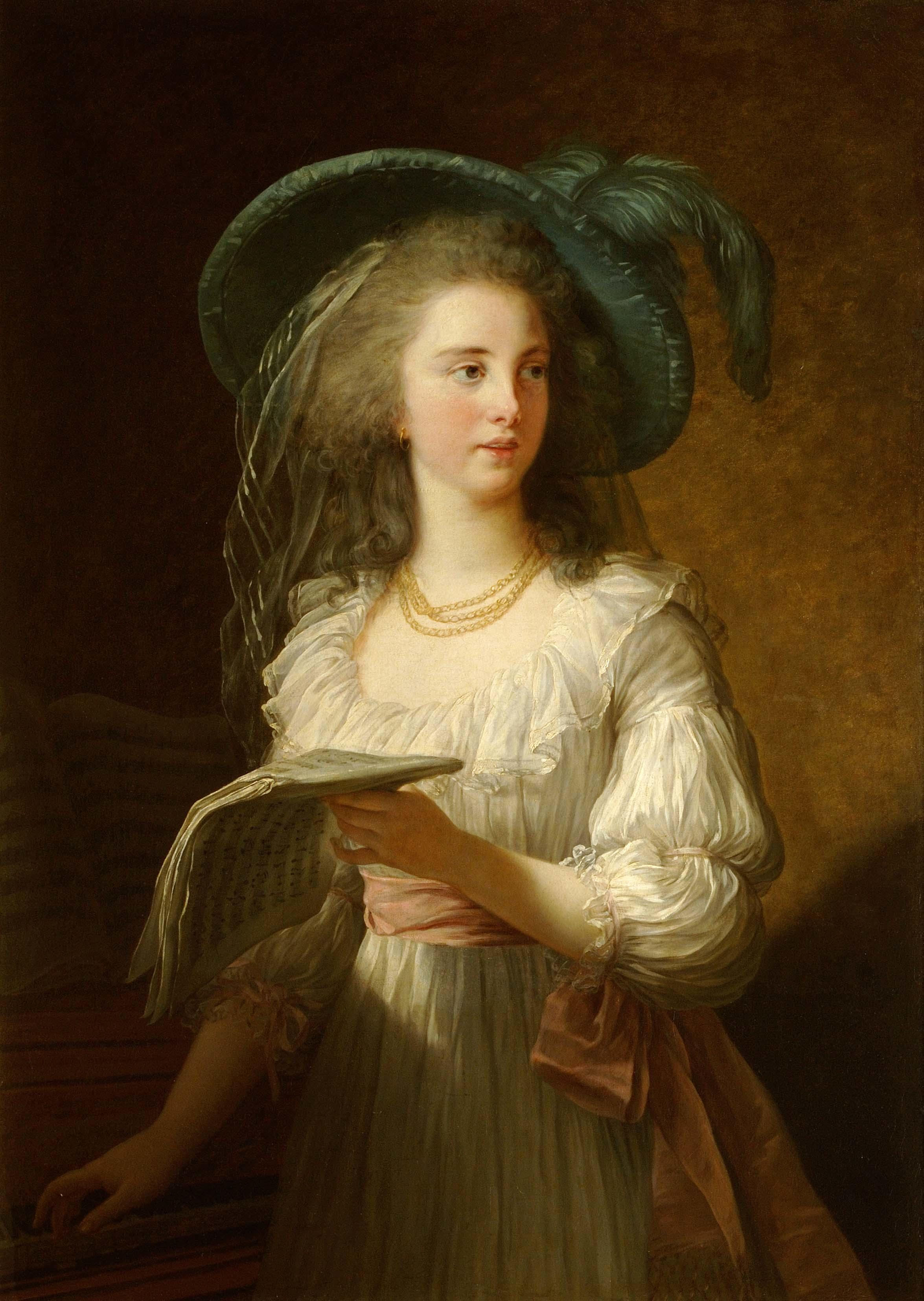
Yolande Martine Gabrielle de Polastron, księżna Polignac

Yolande Martine Gabrielle de Polastron (ur. 8 września 1749 w Paryżu, zm. 9 grudnia 1793 w Wiedniu) – hrabina, a później księżna Polignac, bliska przyjaciółka królowej Francji – Marii Antoniny Austriaczki.

## Życiorys
Hrabina Jules de Polignac, jak ją nazywano, urodziła się jako Yolande de Polastron w bardzo starej, ale biednej rodzinie. Wcześnie wyszła za mąż za Jules’a de Polignaca, równie szlachetnie urodzonego i równie ubogiego.
Gdy poznała królową Marię Antoninę miała dwadzieścia sześć lat. Jej wygląd sprawiał wrażenie „całkiem naturalnego”. Obdarzona chmurą ciemnych włosów, dużymi oczyma, zgrabnym nosem i zębami jak perły, przypominała wszystkim madonnę Rafaela, nawet jeśli książę de Levis uważał, że jest całkiem nieciekawa. Ludzie lubili jej towarzystwo, miała przyjemny sposób bycia i rozkosznie się śmiała.
W chwili poznania Marii Antoniny, królowa była znudzona swoją dotychczasową przyjaciółką księżniczką de Lamballe. Yolande znalazła się wtedy w odpowiednim czasie. Nowa faworyta królowej miała o wiele bardziej fascynującą i pociągającą osobowość.
Nie każdy dostrzegał zalety Yolande. Hrabia Mercy uważał, że ani poczucie humoru, ani rozum hrabiny nie predestynują jej do roli faworytki królowej. Nie rozumiał, że Marię Antoninę pociąga w niej pozorna bierność i omdlewająca słodycz, które przekonują patrzących na nią, że nie ma w niej „pazerności i egotyzmu”. Później satyrycy chętnie twierdzili, że emocjonalnemu uzależnieniu królowej do Yolande de Polignac towarzyszył w pełni rozwinięty i wiele mówiący związek seksualny, co raczej nie miało miejsca.
Hrabina de Polignac miała stać się centrum emocjonalnego świata Marii Antoniny na dobre i na złe. Nabrało to dla niej takiego znaczenia jak we wczesnym dzieciństwie wiązało ją z jej siostrą Marią Karoliną i później z księżniczką de Lamballe. Co więcej, Yolande postarała się, by wszyscy jej krewni weszli w skład nowego królewskiego dworu, tak więc życie rodzinne hrabiny stało się życiem królowej. Nowa przyjaciółka królowej z natury była spokojna, nie cechowała jej nadwrażliwość księżniczki de Lamballe, nie była też kapryśna.

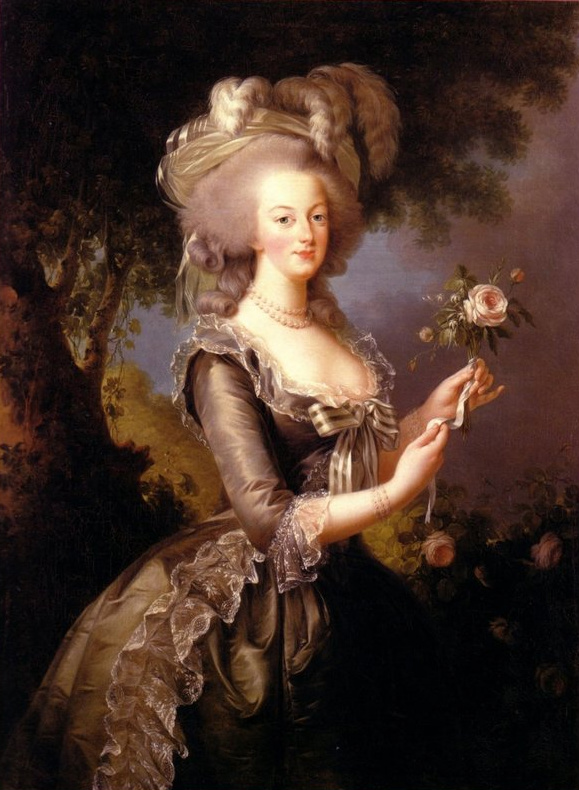
Maria Antonina Austriaczka

Można przypuszczać, że Maria Antonina w romantycznym sensie była zakochana w Yolande de Polignac, przynajmniej na początku ich znajomości. Faworyta królowej miała powszechnie akceptowanego kochanka w osobie mądrego, artystycznie uzdolnionego, ale zaborczego hrabiego de Vaudreuil. Jak na osobę pozbawioną pazerności zgromadziła zdumiewającą liczbę zaszczytów i finansowych korzyści dla siebie samej, swojej licznej rodziny, znajomych oraz Vaudreuila.
Ludwik XVI miał o grupie hrabiny de Polignac podobne zdanie jak o teatrze: jedno i drugie bawiło jego żonę. Natomiast księżniczka de Polignac wiedziała, jak sobie radzić za zmiennością nastrojów Marii Antoniny. Wśród wielu sposobów stosowała milczenie i podawanie uspokajającej wody z kwiatu pomarańczy z cukrem. Urocza Yolande była jedną z niewielu kobiet, które król naprawdę lubił i którym ufał. 5 maja 1780 roku przyszedł na świat jej syn. Ojcostwo przypisywano powszechnie hrabiemu de Vaudreuil. Dworscy dowcipnisie pytali, czy przypadkiem królowa nie jest ojcem, skoro nie mógł nim być książę de Polignac (pierwsza córka Yolande urodziła się dziewięć lat wcześniej od Armanda). Ludwik XVI, głuchy na takie plotki, złożył matce kurtuazyjną wizytę w domu – jedynej prywatnej rezydencji, którą odwiedził od czasu, gdy wstąpił na tron.
Gdy z roli królewskiej guwernantki zrezygnowała księżniczka Rohan, Maria Antonina widziała w tej roli Yolande. Ten wybór odcisnął piętno na reputacji Marii Antoniny. Zważywszy na jej wyraźne poglądy na kwestię wychowania dzieci i jej niemodne pragnienie bezpośredniego zaangażowania się w nie, łatwo zrozumieć, że stanowisko guwernantki królewskiej chciała przydzielić ukochanej przyjaciółce. W normalnej sytuacji księżna de Polignac, sympatyczna i łagodna, byłaby doskonałym wyborem. Dzieliła z królową troski macierzyństwa – jej czwarte dziecko, Camille, urodziło się trzy miesiące po delfinie.
Ale Wersal to nie był normalny świat. Niebezpieczeństwo nie kryło się w występkach opisanych w pamfletach o księżnej de Polinac. Również Ludwik XVI nie miał obiekcji co do tej nominacji. Już wcześniej zapewnił ją, że chętnie powierzy jej swoje dzieci. Nadal polegał na jej umiejętności radzenia sobie ze zmiennymi nastrojami królowej. Według symptomatycznego doniesienia król, wchodząc do apartamentów żony, zapytał księżną: „Ciągle jest w złym humorze?”. Yolande odciągnęła króla na bok i chociaż nie można było usłyszeć, co mówi, widać było wyraźnie, że doradza cierpliwość w obliczu burzy, która wkrótce minie.
Do przywilejów, z których korzystała księżna i jej rodzina, dodano nowe: trzynastopokojowy apartament w Wersalu oraz lukratywne stanowisko dyrektora generalnego poczty przydzielone księciu de Polignac. To prawda, że w 1782 roku Maria Antonina nie pozostawała już całkowicie pod wpływem Polignaków. Tylko jej sympatia do Yolande była stała, chociaż i tutaj zmienna natura królowej sprawiała, że hrabia de Tilly przyrównał tę przyjaźń do pięknego dnia niepozbawionego chmur i zmian, ale zawsze kończącego się pogodnie.
Urodzenie Yolande Polignac, według zwykłych standardów całkiem wysokie, było na tyle niskie, żeby hrabia Mercy wykorzystał je jako pretekst do skrytykowania wyboru królowej, co oznaczało, że jakaś lepiej urodzona dama została pozbawiona należnego przywileju.
Z czasem ochłodziły się stosunki królowej i jej faworyty, co wzbudziło w niej chęć opuszczenia dworu. Po swoich piątych urodzinach delfin został przekazany przez guwernantkę guwernerowi. Mimo że w pokoju dziecięcym nadal przebywało dwoje najmniejszych dzieci Marii Antoniny, Yolande wyjechała do Anglii, gdzie powitali ją jej szykowni przyjaciele.

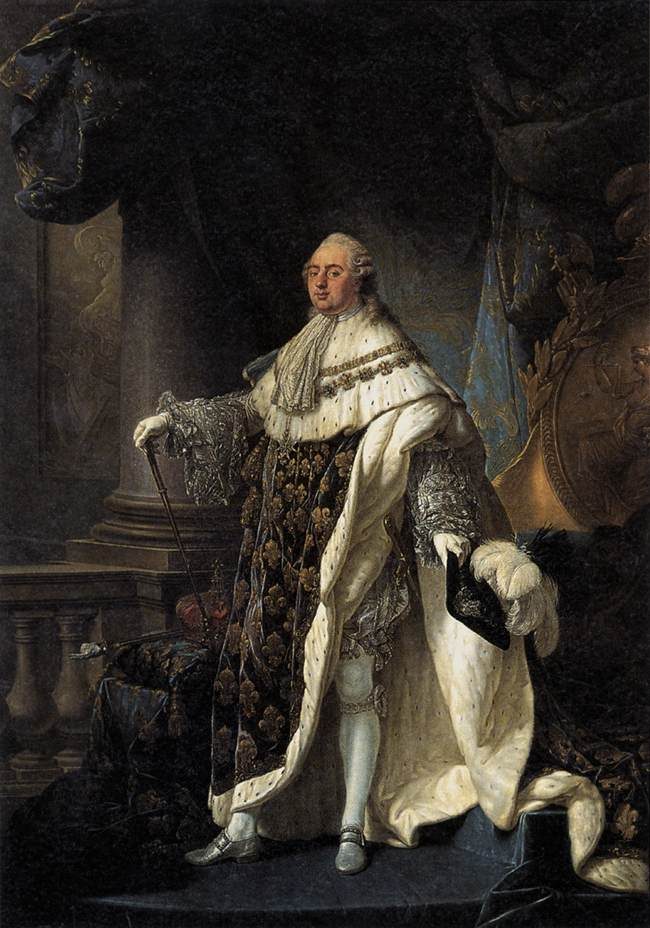
Ludwik XVI Burbon

Mniejszą przychylność wobec Yolande de Polignac można uznać za część przetasowania priorytetów królowej. Mimo swojego uroku i wpływu, jaki jej zachwycająca osobowość wywierała na Marię Antoninę przez tak długi czas, Yolande nigdy nie wykazywała prawdziwej lojalności wobec interesów monarchini. Ta nabrała zwyczaju wysyłania pazia, żeby sprawdził, kto znajduje się w salonie Poliganków, na który w końcu łożyła. Kiedy zrobiła jakąś krytyczną uwagę na ten temat, księżna odparła z wykwintną bezczelnością, charakterystyczną dla niej i jej czasów, że tak jak nie przyszłoby jej do głowy komentować, z kim zadaje się królowa, tak nie ma zamiaru przykrawać własnych znajomych do jej życzeń. Sugestia była całkiem wyraźna. Yolande de Polignac była skłonna dostarczać rozrywek, a przede wszystkim służyć przyjaźnią Marii Antoninie, która pragnęła obu tych rzeczy, ale nie za darmo. W zamian chciała nie tylko ogromnych korzyści materialnych i towarzyskich dla siebie i swojej rodziny, ale także uznania jej władzy. Względy, jakie okazywał jej Ludwik XVI, były miłym dodatkiem. Mimo trudności finansowych spłacił długi jej niezamężnej szwagierki, hrabiny Diane de Polignac, w wysokości 400 000 franków jako kosztów, które ta pełna werwy, wesoła kobieta poniosła jakoby, zabawiając królową.

## Rewolucja francuska
Gdy wybuchła rewolucja francuska zastanawiano się kto powinien opuścić rodzinę królewską. Mając na uwadze nienawiść, którą powszechnie darzono księżnę de Polignac, postrzeganej jako występna i rozrzutna faworyta królowej, uznano, że wraz z rodziną powinna natychmiast udać się w kierunku szwajcarskiej granicy.
Przy pożegnaniu wszyscy płakali. Yolande najpierw odmówiła wyjazdu, ale królowa umierała ze strachu dopóki jej przyjaciółka pozostawała we Francji. Wśród potoków łez Maria Antonina powiedziała jej: „Boję się wszystkiego. W imię naszej przyjaźni jedź, nadszedł czas, byś uciekła od gniewu moich nieprzyjaciół”. Zwróciła uwagę, ze atakują księżnę, w rzeczywistości mierzą w nią samą, i dodała: „Nie chcę, żebyś się stała ofiarą swojego przywiązania do mnie i mojej dla ciebie przyjaźni”. W tym momencie do komnaty wszedł król. Maria Antonina poprosiła go o pomoc w przekonaniu „Tych dobrych ludzi, wiernych przyjaciół”, że „muszą nas opuścić”. Król przyłączył się do jej próśb, mówiąc, że właśnie zarządził wyjazd hrabiego d’Artois, a im powtórzy ten sam rozkaz: „Nie traćcie ani minuty”. Teraz płakał także król, którego szczera sympatia do Yolande nie była tylko produktem ubocznym jej użyteczności dla królowej. O tej bliskości będzie później świadczyła swobodna korespondencja z księżną podczas jej pobytu na wygnaniu. Niektóre z tych listów miały się okazać niezwykle znaczące, jak ten, w którym Ludwik XVI wyznaje, jak bardzo go ranią powszechne oskarżenia jej o pazerność. Ale być może ostatnie znane słowa, które do niej skierował, najlepiej określają charakter księżnej de Polignac: „Zachowam dla ciebie twoje charges”. Chodziło mu o te płatne stanowiska, których nie mogła już skutecznie zajmować.
O północy Maria Antonina wysłała ostatni liścik do Yolande: „Żegnaj, najczulsza z przyjaciółek! Strasznie wypowiadać to słowo, ale wypowiedzieć je muszę. Oto rozkaz wydania koni. Nie mam sił na nic więcej, niż cię uściskać”. Polignakom dotarcie do Szwajcarii zajęło trzy dni i trzy noce. Przez cały ten czas księżna była przebrana za pokojówkę. W Bazylei dla celów korespondencyjnych przyjęła nazwisko Madame Erlanger, nie tylko bowiem Ludwik XVI wylewał swoje obawy w listach do niej, czyniła to także Maria Antonina. Królowa śledziła losy rodziny Yolande, którą uważała za swoje adoptowane dzieci, z takim samym zainteresowaniem, jakby to było jej własne potomstwo.
Ucieczka najbardziej prawicowych członków otoczenia pary królewskiej, w tym Polignaków, miała dwojakie znaczenie. Po pierwsze, Maria Antonina znowu była sama, czego starała się unikać dzięki bliskim przyjaźniom z kobietami, dołączając do Polignaków i tworząc swoje prywatne towarzystwo. Bez względu na wzloty i upadki jej uczuć względem księżnej, te chmury i zmiany, które czasami psuły urodę dnia, jak to określił hrabia de Tilly, była to bardzo długa przyjaźń – minęło czternaście lat od dnia, gdy hrabia Mercy po raz pierwszy wyraził żal, że Yolande zyskała przychylność królowej. W tym smutnym okresie Maria Antonina w całkiem naturalny sposób częściej wspominała swoje emocjonalne uzależnienie niż ostatni chłód w stosunkach, tym bardziej że tego lata zbliżała się bardziej do hrabiego d’Artois i Polignaków w sensie politycznym. We wrześniu Ludwik pisał do Madame Erlanger (Yolande) o swojej nienazwanej „przyjaciółce” (Marii Antoninie): „Trzymaj się dobrze”, ale „tak bardzo się przejęła tym co się zdarzyło” i jest szczególnie smutna, bo nie może czerpać pocieszenia z „przyjaźni wokół siebie”.
Yolande zmarła w 1793 roku, krótko po tym, jak się dowiedziała o zgilotynowaniu Marii Antoniny.